# Dalechampia guaranitica
Dalechampia guaranitica är en törelväxtart som beskrevs av Robert Hippolyte Chodat och Emil Hassler. Dalechampia guaranitica ingår i släktet Dalechampia och familjen törelväxter.
Artens utbredningsområde är Paraguay. Inga underarter finns listade i Catalogue of Life.